# Női 4 × 5 km-es sífutóváltó az 1992. évi téli olimpiai játékokon
Az 1992. évi téli olimpiai játékokon a sífutás női 4 × 5 km-es váltó versenyszámát február 17-én rendezték Les Saisies-ben. Az aranyérmet az Egyesített Csapat nyerte. A versenyszámban nem vett részt magyar csapat.

## Végeredmény
Az időeredmények másodpercben értendők.
| Helyezés | Csapat | Idő                                       |
| -------- | --- | ----------------------------------------- |
| Arany    | Egyesített Csapat (EUN) · Jelena Välbe · Raisza Szmetanyina · Larisza Lazutyina · Ljubov Jegorova           | 59:34,8 14:51,2 15:15,1 15:12,7 14:15,8   |
| Ezüst    | Norvégia (NOR) · Solveig Pedersen · Inger Helene Nybråten · Trude Dybendahl · Elin Nilsen                   | 59:56,4 15:14,0 14:34,9 14:43,1 15:24,4   |
| Bronz    | Olaszország (ITA) · Bice Vanzetta · Manuela Di Centa · Gabriella Paruzzi · Stefania Belmondo                | 1:00:25,9 16:01,7 14:52,1 15:23,3 14:08,8 |
| 4.       | Finnország (FIN) · Marja-Liisa Kirvesniemi · Pirkko Määttä · Jaana Savolainen · Marjut Lukkarinen           | 1:00:52,9 15:49,9 15:05,1 15:18,0 14:39,9 |
| 5.       | Franciaország (FRA) · Carole Stanisière · Sylvie Giry-Rousset · Sophie Villeneuve · Isabelle Mancini        | 1:01:30,7 16:02,5 15:41,0 15:22,0 14:25,2 |
| 6.       | Csehszlovákia (TCH) · Lubomíra Balážová · Kateřina Neumannová · Alžbeta Havrančíková · Iveta Zelingerová    | 1:01:37,4 15:34,8 15:13,0 15:17,9 15:31,7 |
| 7.       | Svédország (SWE) · Carina Görlin · Magdalena Wallin · Karin Säterkvist · Marie-Helene Westin                | 1:01:54,5 15:44,2 15:23,2 16:00,3 14:46,8 |
| 8.       | Németország (GER) · Heike Wezel · Gabriele Heß · Simone Opitz · Ina Kümmel                                  | 1:02:22,6 15:59,1 15:07,0 15:01,5 16:15,0 |
| 9.       | Svájc (SUI) · Sylvia Honegger · Brigitte Albrecht · Natascia Leonardi · Elvira Knecht                       | 1:02:54,1 15:28,4 15:31,2 16:07,4 15:47,1 |
| 10.      | Lengyelország (POL) · Małgorzata Ruchała · Dorota Kwaśny · Bernadetta Bocek-Piotrowska · Halina Nowak-Guńka | 1:03:23,0 15:57,5 15:51,5 15:45,4 15:48,6 |
| 11.      | Kanada (CAN) · Angela Schmidt-Foster · Rhonda DeLong · Jane Vincent · Lucy Steele                           | 1:03:38,5 15:54,5 15:53,7 16:09,8 15:40,5 |
| 12.      | Japán (JPN) · Óta Miva · Aoki Fumiko · Hosikava Naomi · Inomata Jumi                                        | 1:04:09,3 16:24,7 15:26,0 15:53,5 16:25,1 |
| 13.      | Egyesült Államok (USA) · Nancy Fiddler · Ingrid Butts · Leslie Thompson · Elizabeth Youngman                | 1:04:48,5 15:36,1 16:32,4 16:11,9 16:28,1 |